# Confrérie du Mal
La Confrérie du Mal (Brotherhood of Evil dans la VO) est une organisation de super-vilains de l'Univers DC Comics. Elle a été créée en mai 1964 dans Doom Patrol no 86 par Arnold Drake et Bruno Premiani. Elle est l'un des pires ennemis de la Patrouille Z/Doom Patrol et des Teen Titans.

## Origine
La Confrérie du Mal a été fondée par l'énigmatique vilain connu comme le Cerveau. Au départ, le but de cette organisation était présenté comme étant de dominer le monde. Cependant, plus récemment, il a été révélé que le vrai but du Cerveau était en réalité de détruire le Chef Niels Caulder (fondateur de Doom Patrol) et ses « collègues ». En effet, Caulder a détruit dans le passé le corps du Cerveau pour faire de lui Robotman sans son consentement, ce à quoi il avait échappé grâce à sa création, Monsieur Mallah. Depuis, le Cerveau veut se venger de Caulder et de ses « animaux de compagnie », la Doom Patrol, qui comme lui furent victimes de la tentative de Caulder de créer un groupe de super-héros en ruinant les vies de personnes innocentes.
Le Groupe original de la Confrérie du Mal incluait le Cerveau, son singe-acolyte Monsieur Mallah et leur première recrue, la métamorphe Madame Rouge. Ils combattirent plusieurs fois la Doom Patrol, et furent plus tard rejoints par le Général Immortus et l'extra-terrestre Garguax, deux autres ennemis important de la Patrouille Z. Le groupe reçut aussi régulièrement l'aide de Mr Morden, qui conçut plusieurs appareils pour le Cerveau.

## Membres
La Confrérie a connu plusieurs incarnations au cours du comic, cités ci-dessous :

### La Confrérie du Mal (première version)
- Le Cerveau
- Monsieur Mallah
- Madame Rouge
- Général Immortus
- Garguax

### Seconde Confrérie du Mal/Society of Sin
- Le Cerveau
- Moinsieur Mallah
- Phobia
- Houngan
- Plasmus
- Warp
- Trinity
- Elastic-girl (révélée être une imposteuse dans New Titans no 103)

### Troisième Confrérie du Mal
- Le Cerveau
- Monsieur Mallah
- Gemini
- Houngan
- Phobia
- Plasmus
- Warp
- Eléphant Man
- Goldilock

## Autres médias

### Série animéeTeen Titans
La Confrérie du Mal apparaît dans la série animée Teen Titans : Les Jeunes Titans, et constitue collectivement le principal antagoniste de la saison 5. Comme dans le comic, c'est une organisation cherchant à prendre le contrôle du monde. Le groupe original de cette version inclut le Cerveau, Monsieur Mallah, Madame Rouge et le Général Immortus.
La Confrérie apparaît pour la première fois dans Retours à la Maison partie 1, dans un flashback de Changelin, où ils tentent d'activer un générateur de trou noir pour détruire la Doom Patrol. Le générateur fut alors détruit, mais Mallah et le Cerveau parvinrent à s'échapper. Après ces évènements, la Confrérie du Mal avait disparu, mais elle ré-émerge dans l'épisode, recrée le générateur de trou noir et capture la Doom Patrol, qui est sauvée par les Teen Titans. Après une tentative amorcée de vaincre une seconde fois seuls la Confrérie, la Doom Patrol parvient à les vaincre avec l'aide des Titans dans Retours à la Maison part 2, au moment où ils allaient utiliser le Générateur de trou noir pour détruire la Tour Titan et la ville environnante.
Après cet incident, la Confrérie du Mal détourne son attention (sans doute temporairement) de la Doom Patrol pour s'occuper en priorité des Teen Titans. Dans l'intention d'anéantir « une génération entière de héros », elle réunit la grande majorité des vilains affrontés par les Titans et complote pour capturer la totalité des Titans et de leurs alliés.

### Série téléviséeDoom Patrol
Dans la troisième saison de la série télévisée Doom Patrol, la Confrérie du Mal apparaît comme l'un des principaux antagonistes des héros, aux côtés de la Sororité du Dada. On retrouve Garguax (Stephen Murphy), Madame Rouge (Michelle Gomez), Monsieur Mallah (Jonathan Lipow) et le Cerveau (Riley Shanahan) parmi ses membres.